# Gerhard von Are
Gerhard von Are (* um 1100 auf Burg Are; † 23. Februar 1169 in Bonn) war der bedeutendste Propst des Bonner Cassius-Stifts und einer der bedeutendsten Pröpste der St-Servatiuskirche in Maastricht.

## Leben
Gerhard stammte aus dem hochadeligen Geschlecht der Grafen von Are und Hochstaden und wurde auf Burg Altenahr als vermutlich zweitältester Sohn des Grafen Dietrich I. von Are geboren. Sein Urgroßneffe war der bedeutende Kölner Erzbischof Konrad von Hochstaden. Die Familie war politisch sehr aktiv, und Dietrich gelang es, seinem Sohn Gerhard im Jahr 1124 die Würde eines Propstes des Bonner Cassius-Stifts zu verschaffen. Damit konnte die Familie ihren Machtbereich bis zum Rhein ausdehnen. Gerhard betrieb in den folgenden Jahren eine kluge Familienpolitik und verschaffte seinen beiden jüngeren Brüdern Friedrich und Hugo wichtige Kirchenämter.

## Ausbau des Bonner Münsters

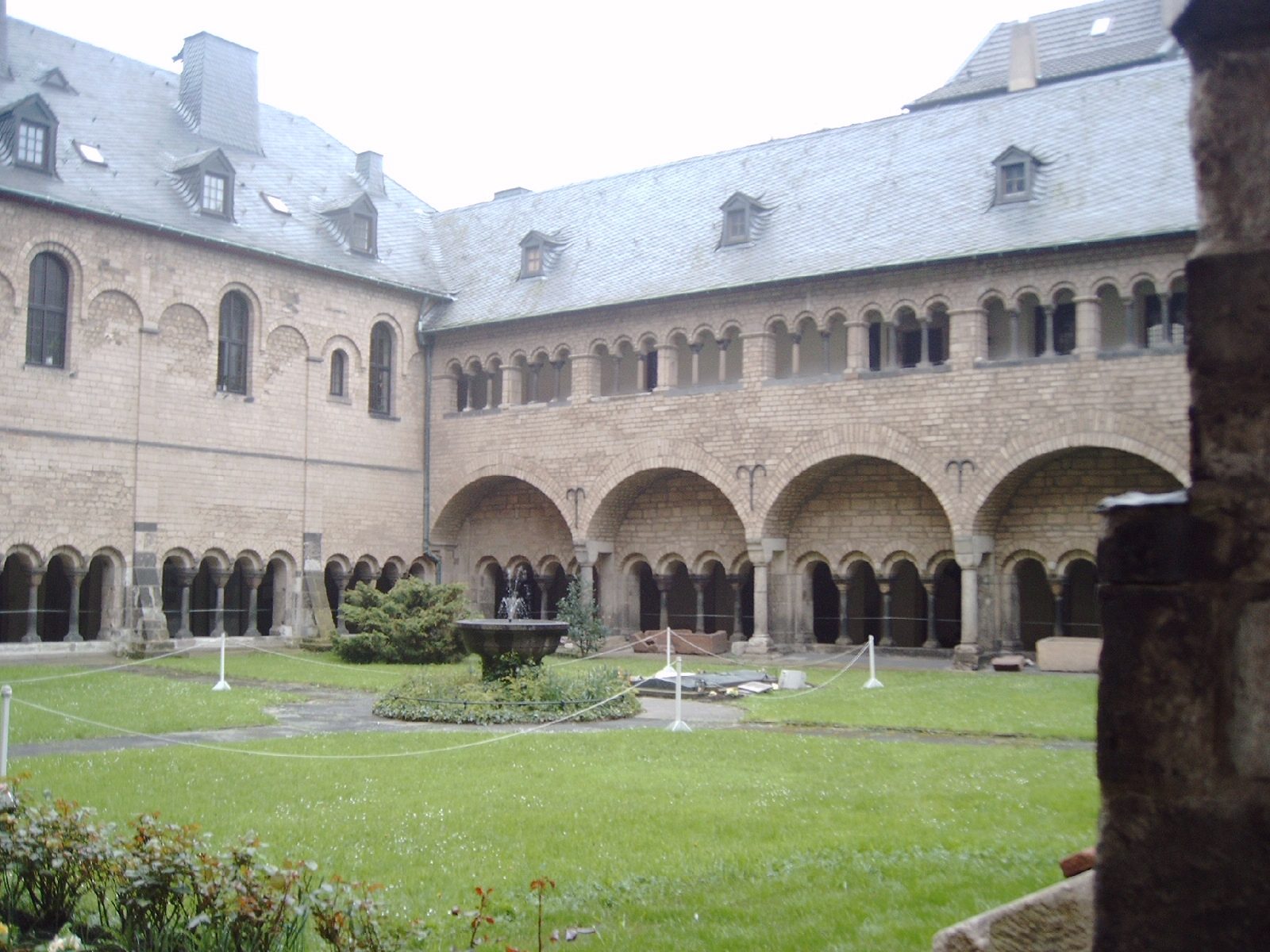
Kreuzgang des Bonner Münsters, den Gerhard von Are errichten ließ

Durch Gerhards enge Beziehung zu Papst Innozenz II. erhielt das Bonner Münster elf Papsturkunden, so viele wie zu keiner anderen Epoche. So wurde auch durch Bestätigung des Papstes eine neue Rechtsgrundlage für den Besitz des Cassius-Stifts geschaffen. Gerhard erwarb viele Güter hinzu und ließ 1149 die Burg Drachenfels vollenden. Auf sein Geheiß hin wurde vor dem Ostchor der Münsterbasilika die heute zerstörte Tauf- und Pfarrkirche St. Martin errichtet. Ab 1140 förderte er entschieden den Ausbau der Basilika und erweiterte sie um die Apsis und den Kreuzgang, der in seiner geschlossenen Erhaltung einmalig im Rheinland ist.
Als Propst der St.-Servatius-Kirche in Maastricht (vor 1154 bis nach 1160) war er aktiv beteiligt an der Ausstattung der Apsis mit Zwerggalerie und Flankentürmen und am Bau des Westwerks.
Der Höhepunkt seiner Karriere war sicherlich das Jahr 1156, als er nach dem Tod des Kölner Erzbischofs Arnold II. von Wied als Nachfolger für den Erzstuhl im Gespräch war. Allerdings musste er nach dem Schiedsspruch Friedrich Barbarossas dem Propst Friedrich von St. Georg weichen.
1166 ließ Gerhard die Reliquien der Märtyrer Cassius und Florentius aus ihren Gräbern heben und nach einer feierlichen Prozession über den Münsterplatz in kostbaren Schreinen auf dem Hochaltar aufbewahren. Bei dieser Feier war auch der berühmte Paladin Kaiser Barbarossas, der Kölner Erzbischof Rainald von Dassel, zugegen.
Gerhard von Are war sicher der wichtigste Propst in der Geschichte des Cassius-Stifts. 1169 starb er in Bonn und wurde im Bonner Münster beigesetzt.